# Tour EDF
La Tour EDF es un rascacielos de oficinas situado en La Défense, el distrito financiero situado al oeste de París, Francia.
La torre se construyó para Électricité de France (EDF), la principal empresa eléctrica de Francia, y contiene sus oficinas. La Tour EDF tiene 165 m de altura y es el edificio más alto construido en La Défense desde el año 2000. Su planta es elíptica, con una longitud máxima de 70 m y una anchura máxima de 32 m.
La característica más llamativa de la Tour EDF es la extrusión de un cono en el lado norte de la torre. Este agujero cónico se extiende desde la planta baja hasta la planta 26 y contiene la entrada principal de la torre, bajo un gran dosel circular de 24 m de diámetro. Por tanto, la longitud de la torre es menor en la base que en las plantas más altas.
El revestimiento de la torre alterna franjas horizontales de acero y cristales tintados.